# Оливето-Ларио
Оливето-Ларио (итал. Oliveto Lario) — коммуна в Италии, располагается в регионе Ломбардия, в провинции Лекко.
Население составляет 1164 человека (2008 г.), плотность населения составляет 69 чел./км². Занимает площадь 16 км². Почтовый индекс — 23865. Телефонный код — 031.
Покровителями коммуны почитаются святые Назарий и Цельсий, празднование 28 июля (Вассена), последнее воскресение апреля (Онно), воскресение после Феррагосто (Лимонта).

## Демография
Динамика населения:

## Города-побратимы
- Фридберг, Германия

## Администрация коммуны
- Официальный сайт: http://www.comune.olivetolario.lc.it/ Архивная копия от 20 ноября 2008 на Wayback Machine